# Daniel Ling
Daniel Ling, OC (* 16. März 1926 in Wetherden, Suffolk; † 9. August 2003 in Cobble Hill, British Columbia) war ein britisch-kanadischer Pädagoge, Pionier der auditiv-verbalen Erziehung und des Hörtrainings für das Cochleaimplantat.

## Leben
In den 1940er Jahren diente Daniel Ling als Instruktor für Radar und technische Kommunikation in der Royal Air Force (RAF) in England, bevor er am St. John’s College in York Musik studierte und als Musiklehrer abschloss. Die Begegnung mit einem gehörlosen Schüler während eines Musiklehrerpraktikums, für den er Wege suchte, um ihm etwas beibringen zu können, gab den Ausschlag, für die Änderung seiner Berufspläne.
Er studierte Audiologie und Gehörlosenpädagogik an der Manchester University unter Sir Alexander and Lady Ethel Ewing und arbeitete von 1951 bis 1955 in Sheffield, bevor er zum Direktor für Gehörlosenpädagogik in Reading, Berkshire berufen wurde. Hier lehrte er von 1955 bis 1963 und begann aufgrund seiner technischen Erfahrungen bei der RAF Hörgeräte zu bauen und so weiterzuentwickeln, dass gehörlose Kinder in erster Linie über das Gehör unterrichtet werden konnten. So war es ihnen möglich, sprechen zu lernen und voll in Regelklassen integriert zu werden. Seine Forschungen führte er zuerst beim Cambridge Institute of Education und später als Ph.D.-Projekt im Department of Psychology der University of Reading durch. Diese frühe Beispiele auditiv-verbaler Erziehung beeindruckte den britischen Bildungsminister Sir Edward Boyle. Er legte großen Wert darauf, dass gehörlose Kinder eine fließende Lautsprache entwickeln konnten und bewirkte, dass Lings Methode ein Modell für ähnliche Programme in ganz Großbritannien wurde.
1963 emigrierte er von England nach Kanada, um Rektor der Montreal Oral School for the Deaf zu werden. Von 1973 bis 1984 war er Professor für das Graduiertenstudium (Graduate Studies) über Aural Habilitation an der School of Human Communication Disorders der McGill University. Von 1984 bis 1991 war er Dean der Fakultät für Angewandte Gesundheitswissenschaften (Faculty of Applied Health Sciences) an der University of Western Ontario.
Er war Gründungsmitglied des Internationalen Komitees für Auditory Verbal Communication (ICAVC) (später Auditory Verbal International AVI), dem Vorgänger der heutigen AG Bell Academy for Listening and Spoken Language. Zusammen mit anderen auditiv-verbalen Pionieren wie Helen Beebe, Ciwa Griffiths und Doreen Pollack legte Ling den Grundstein für die modernen Entwicklungen auf dem Gebiet des Hörens und der Lautsprache.
In seiner Freizeit spielte er Geige und baute Geigen, Violen und Celli.

## Werk
Die von Ling über vierzig Jahre entwickelten Sprachtrainingsmethoden und Tests werden weltweit angewandt. Mit seinen Erfahrungen auf dem Gebiete der Erziehung hörgeschädigter Kinder half er viele Ausbildungszentren in der ganzen Welt aufzubauen, wovon Kinder mit einem Hörverlust und ihre Familien profitieren. Er bildete neue Lehrer aus, eröffnete neue Kliniken, beriet betroffene Eltern und schuf wichtige Lehrbücher, die international in der Sprachtherapie verwendet werden, um hörgeschädigte Kinder zu schulen. Seine Unterrichtsmethoden konzentrierten sich auf die Verwendung des Restgehörs des Kindes, um die Lautsprache zu entwickeln.
Das Cochleaimplantat ermöglicht heute gehörlosen Kindern die Lautsprache zu lernen, wie es bisher nicht möglich war. Der von Ling entwickelte Ling Six Sound-Check wird verwendet, um eine gute Leistung des Implantates sicherzustellen. Es werden die sechs Phoneme oo, ee, ah, m, s, und sh verwendet. Sie unterscheiden sich in ihrer Frequenz und decken das ganze Sprachspektrum ab. Wenn das Kind jeden der Töne genau hören kann (ohne dass es von den Lippen ablesen kann) und ihn wiederholen oder auf einem Blatt zeigen kann, funktioniert das Implantat ordnungsgemäß. Seine Sprechtrainingsmethoden werden weltweit angewandt.
Der Phonetik-Phonologie-Sprachtest evaluiert segmentale und nicht segmentale Sprachaspekte auf phonetischer und phonologischer Ebene. Die Antworten auf phonetischer Ebene erhält man durch Nachahmung und die Antworten auf phonologischer Ebene durch Untersuchung spontaner Sprachbeispiele.
Im Jahr 1999 wurde Ling für sein Lebenswerk und seine herausragenden Leistungen im Dienste der Nation und sein Engagement für das Gemeinwohl mit dem Orden Officer des Order of Canada ausgezeichnet. Damit wurden seine Leistungen gewürdigt, die das Leben anderer bereichert und beeinflusst haben, nicht nur in Kanada, sondern, was die Erziehung von Kindern mit Hörbehinderung betrifft, in der ganzen Welt.
Ling ist Namensgeber für das Ling Consortium, einem internationalen Verbund von Fachleuten, die weltweit anerkannte wissenschaftliche Kurse über Hören und Lautsprache für Kinder mit Hörbehinderung entwickeln. Hear and Say WorldWide ist Mitglied des Ling Consortium.

## Ehrungen
- 1999 wurde er mit dem Officer des Order of Canada ausgezeichnet.
- 2001 wurden ihm die Canadian Armorial Bearings durch den Generalgouverneur von Kanada verliehen[5]

## Veröffentlichungen (Auswahl)
- Aural Habilitation: The Foundations of Verbal Learning in Hearing-Impaired Children. Alexander Graham Bell Association for Deaf; Washington D.C. Juni 1978, ISBN 0-88200-121-3
- Cumulative Record of Speech Skill Acquisition. Alexander Graham Bell Association for Deaf, Washington D.C. Januar 1978, ISBN 0-88200-115-9
- Foundations of Spoken Language for Hearing-Impaired Children. Alexander Graham Bell Association for Deaf, Washington D.C. Dezember 1988, ISBN 0-88200-165-5
- The Phonetic-Phonologic Speech Evaluation Record: A Manual. Alexander Graham Bell Association for the Deaf and Hard of Hearing, Washington D.C., USA 1991
- Speech and the Hearing-Impaired Child: Theory and Practice. Alex Graham Bell Association for Deaf; Washington D.C., 1976. 2. Ausgabe September 2002, ISBN 0-88200-213-9